# Catherine Tate
Catherine Tate született Catherine Ford (Bloomsbury, London, 1968. május 12. –) angol színésznő, komika és írónő.

## Filmográfia

### Film
| Év   | Magyar cím Eredeti cím                                     | Szerep             | Megjegyzés                   |
| ---- | ---------------------------------------------------------- | ------------------ | ---------------------------- |
| 2016 | Asterix – Az istenek otthona Astérix: Le domaine des dieux | Dulcia             | magyar hangja Kiss Eszter    |
| 2016 | Billionaire Boy                                            | Sapphire Diamond   |                              |
| 2015 | Unity                                                      | narrátor           |                              |
| 2015 | SuperBob                                                   | Theresa            | magyar hangja Pálfi Kata     |
| 2015 | Nativity 3: Dude, Where's My Donkey?                       | Sophie O'Donnell   |                              |
| 2013 | Khumba                                                     | Dülü               | magyar hangja Bertalan Ágnes |
| 2011 | Csajok Monte-Carlóban Monte Carlo                          | Alicia             |                              |
| 2010 | Gulliver utazásai Gulliver's Travels                       | Isabelle királynő  | magyar hangja Kiss Erika     |
| 2007 | Mrs. Ratcliffe forradalma Mrs Ratcliffe's Revolution       | Dorothy Ratcliffe  |                              |
| 2006 | Szex és szerelem Scenes of a Sexual Nature                 | Sara               |                              |
| 2006 | – Sixty Six                                                | Aunt Lila          |                              |
| 2006 | A nagy kvízválasztó Starter for 10                         | Julie Jackson      | magyar hangja Antal Olga     |
| 2006 | Szerelem és egyéb katasztrófák Love and Other Disasters    | Talullah Wentworth |                              |

### Televízió
| Év              | Magyar cím Eredeti cím                      | Szerep                  | Megjegyzés |
| --------------- | ------------------------------------------- | ----------------------- | --- |
| 2013-tól        | – Big School                                | Miss Postern            | |
| 2011            | – Laughing at the...                        | önmaga                  | |
| 2011-2013       | Office The Office                           | Nellie Bertram          | |
| 2011            | – A Quiet Word With ...                     | önmaga                  | |
| 2010            | – Little Crackers                           | Josephine               | rendező |
| 2009            | – Never Mind the Buzzcocks                  | önmaga                  | |
| 2009            | – Genius                                    | önmaga                  | |
| 2009            | – The Justin Lee Collins Show               | önmaga                  | |
| 2009            | – The Sunday Night Project                  | önmaga                  | |
| 2007            | The Bad Mother's Handbook                   | Karen                   | TV-film |
| 2006-2010, 2023 | Ki vagy, doki? Doctor Who                   | Donna Noble             | 17 epizód magyar hangja Zakariás Éva (A szökevény menyasszony), Kökényessy Ági (4. évad), Bertalan Ágnes (60. évfordulói részek) |
| 2005            | Miss Marple Marple                          | Mitzi Kosinski          | Gyilkosság meghirdetve című epizód                                                                                               |
| 2005            | – Bleak House                               | Chadband-né             | 1,4. epizód |
| 2004-2007 2009  | Catherine Tate Show The Catherine Tate Show |                         | |
| 2002-2004       | Vadnyugat Wild West                         | Angela Phillips         | 12 epizód |
| 2001            | – Attention Scum                            |                         | 6 epizód |
| 2000            | – That Peter Kay Thing                      | Valerie Sharples        | Leonard című epizód |
| 1998-2002       | – Big Train                                 |                         | 7 epizód |
| 1994            | – Men Behaving Badly                        | nő                      | Casualties című epizód |
| 1994            | – Milner                                    | P.A.                    | TV-film |
| 1993-1994       | – The Bill                                  | WDC Palmer/Karen Brogan | |
| 1990            | – Surgical Spirit                           | barátnő                 | |

## Díjak és jelölések
- Elnyert — British Comedy Award, legjobb újonc (komédia) (The Catherine Tate Show, 2004)
- Jelölés — British Comedy Award (The Catherine Tate Show, 2004) legjobb TV színésznő (komédia)
- Jelölés — British Comedy Award, legjobb TV színésznő (komédia) (The Catherine Tate Show, 2005)
- Jelölés — British Comedy Award, People's Choice Award (The Catherine Tate Show, 2005) (a legtöbb szavazatot kapta, de a díjat másnak adták)
- Jelölés — Nemzetközi Emmy-díj, legjobb színésznő (The Catherine Tate Show, 2005)
- Jelölés — BAFTA-díj, legjobb új író (The Catherine Tate Show, 2005)
- Jelölés — BAFTA-díj, komédia díj (The Catherine Tate Show, 2005)
- Elnyert — Royal Television Society Award, legjobb előadás (komédia) (The Catherine Tate Show, 2006)
- Elnyert — British Comedy Award, legjobb TV színésznő (komédia) (The Catherine Tate Show, 2006)
- Jelölés — BAFTA-díj, legjobb komikus alakítás(The Catherine Tate Show, 2006)
- Elnyert — National Television Award (The Catherine Tate Show, 2007)
- Jelölés — BAFTA-díj, legjobb komédia (The Catherine Tate Show, 2007)
- Elnyert — TV Quick Award, legjobb színésznő (drámai tévésorozat) (Ki vagy, doki?, 2008)
- Jelölés — Nickelodeon's UK Kids Choice Award, legjobb színésznő (TV) (Ki vagy, doki?, 2008)
- Jelölés — National Television Award, legjobb színésznő (dráma) (Ki vagy, doki?, 2008)
- Elnyert — Constellation-díj, legjobb női előadó science-fiction televíziós epizódban (Ki vagy, doki?, 2009)
- Jelölés — BAFTA-díj (Little Crackers, 2011)